# عابدين بك
عابدين بك أمير اللواء عابدين بك الأرناؤوطي (حوالي 1780 ـ 1827) هو قائد عسكري ألباني برز في عهد محمد علي باشا وكان من كبار قواد جيشه.

## حياته
في سنة 1814م (جمادى الأولى 1229 هـ) شارك عابدين باشا في قيادة الحملة التي أرسلها محمد علي باشا تحت إمرة ابنه طوسون باشا إلى الجزيرة العربية لمحاربة الدولة السعودية الأولى، غير أنه هُزم، قبل أن تنتهي الحرب أخيرًا بسقوط الدولة السعودية الأولى بسقوط عاصمتها الدرعية في يد إبراهيم باشا سنة 1819. وفي سنة 1820 شارك عابدين بك في قيادة حملة دنقلة سنة 1820، حيث حقق العديد من الانتصارات، فكافأه محمد علي باشا في العام التالي بتعيينه أول حاكم لمديرية دنقلة تحت الحكم المصري، ويعتبر النظام الضريبي في فترة حكم عابدين بك عادل مما ساهم في الحد من خطر التمرد في ولاية دنقلا. ويعتبر الاستقرار السياسي لدنقلا خلال حكم عابدين بك غير معتاد حيث كانت الثورات متكررة في جميع الأراضي المكتسبة حديثا تحت الحكم المصرى.

## وفاته
عاد عابدين بك إلى مصر بعد سنة 1825، ولقي مصرعه بعد عامين.

## معالم
يُنسب إليه قصر عابدين، الذي اشتراه الخديو إسماعيل من أرملة عابدين بك، ثم هدم القصر القديم وضم إليه بعض الأراضي المحيطة، ليصبح قصرًا للحكم من سنة 1872 إلى قيام ثورة يوليو 1952، محتفظًا باسم مالكه القديم، ثم تحول إلى قصر من القصور الرئاسية بقرار من مجلس قيادة الثورة.